# Dom w Rechou (Plévin)
Dom w Rechou – wzniesiony w 1721 roku. Od 1975 roku został wpisana do rejestru zabytków dziedzictwa architektonicznego.

## Lokalizacja
Dom zlokalizowany jest w Rechou, w miejscowości Plévin, w departamencie Côtes-d’Armor, w regionie Bretania.

## Opis
Dom został wybudowany w 1721 roku
Zbudowany jest z granitu, piaskowca i łupków ilastych. Budynek jest piętrowy, posiada dwuspadowy dach z otwartym szczytem. Głównym elementem pokrycia jest łupek. 